# Force (vertu)
Pour les articles homonymes, voir force.

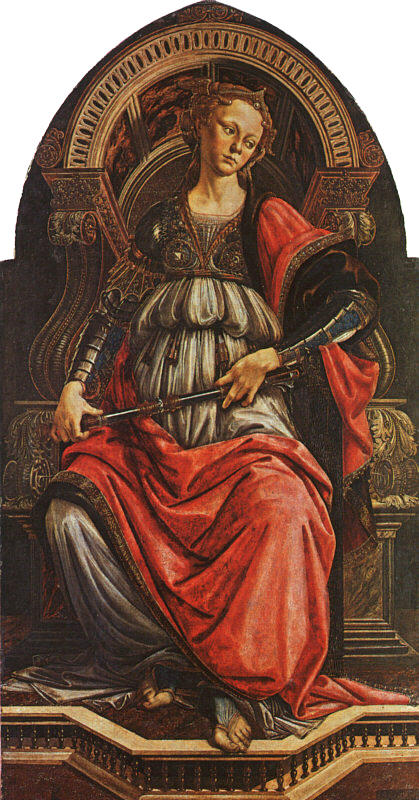
La Force, par Botticelli

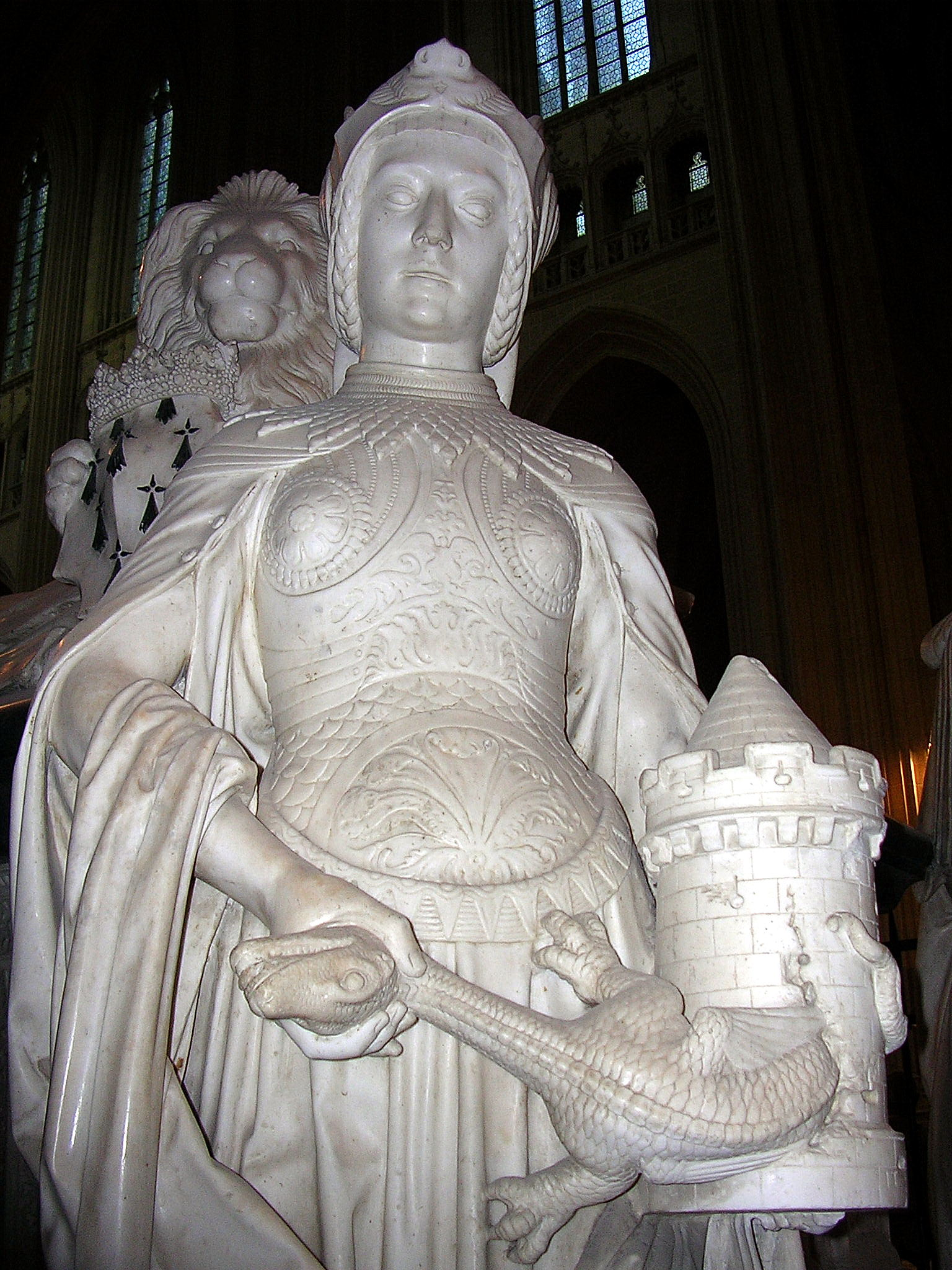
La Force, représentation du gisant de François II de Bretagne

La force, aussi appelée force d'âme (en latin fortitudo), fortitude ou courage, est l'une des quatre vertus cardinales.

## Présentation
Posséder la vertu de force d'âme, c'est surmonter la faiblesse humaine et surtout la peur. L'homme, de par sa nature, est enclin à craindre le danger, les malheurs, la souffrance. C'est par excellence la vertu des « héros ». Ils vont au-delà de leurs limites, « avec fermeté devant le risque reconnu, c'est-à-dire en dernier ressort devant la mort », pour le bien d'autrui ou pour défendre la vérité et la justice. La vertu de force d'âme va de pair avec le sacrifice.

## Opinions
Selon Thomas d'Aquin, la fortitudo est « condition de toute vertu » en même temps que l'une d'entre elles.
Spinoza, dans le livre III de l'Éthique : « Je divise la Force d'âme (fortitudo) en Fermeté et Générosité. Par Fermeté (animositas), j'entends un Désir par lequel un individu s'efforce à se conserver en vertu du seul commandement de la Raison. Par Générosité j'entends un Désir par lequel un individu s'efforce en vertu du seul commandement de la raison à assister les autres hommes. »